# Piscina de la escuela Church Street

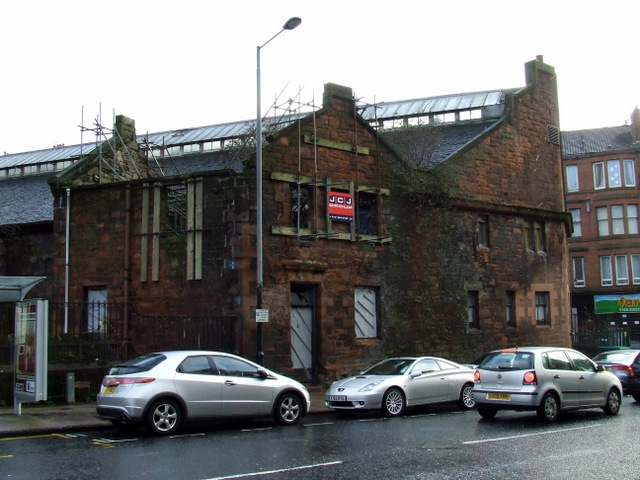
Vista desde el B808 que muestra la casa del conserje y la elevación noroeste, 2012.

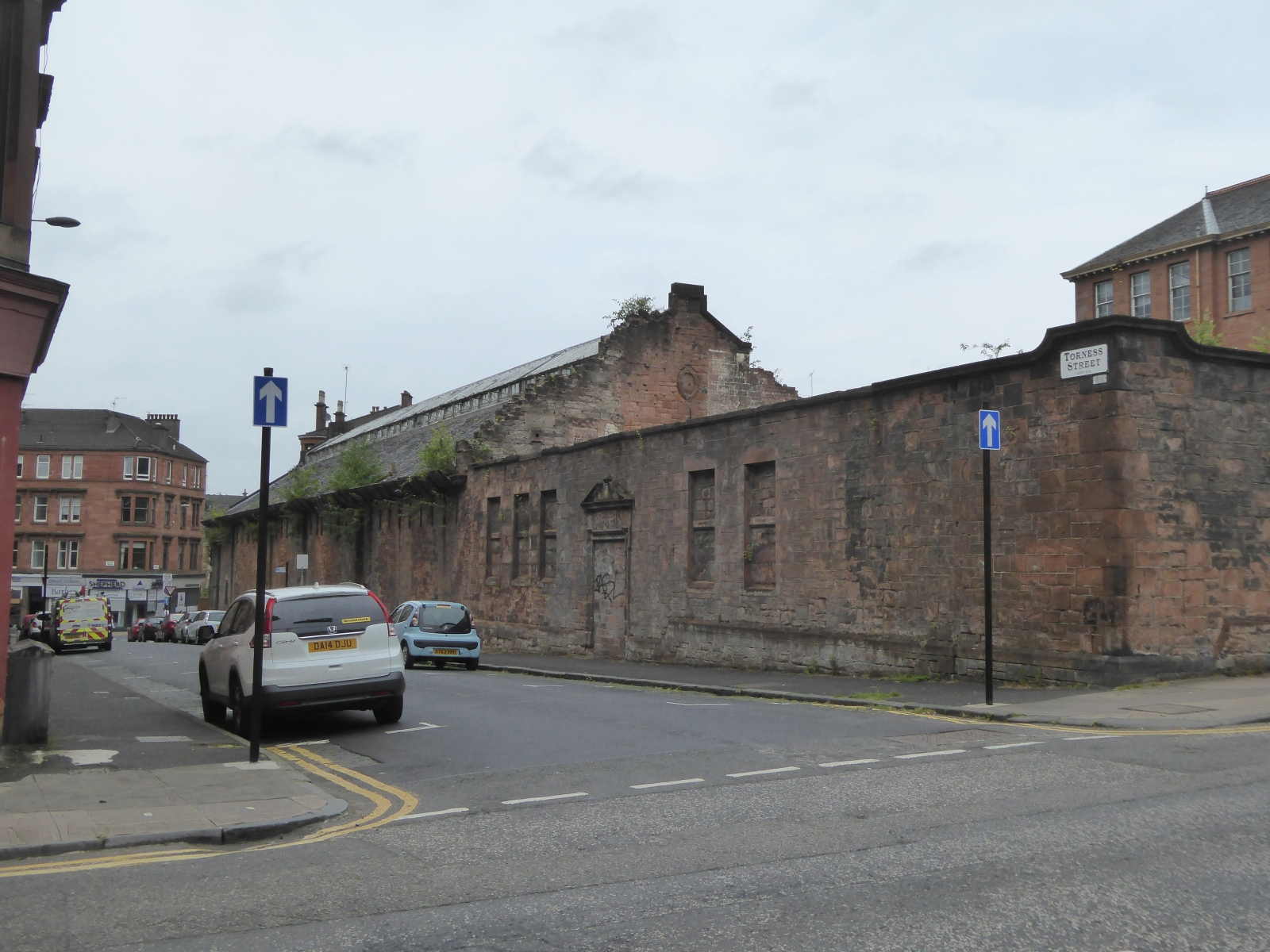
Vista a lo largo de Torness Street desde Church Street, 2017.

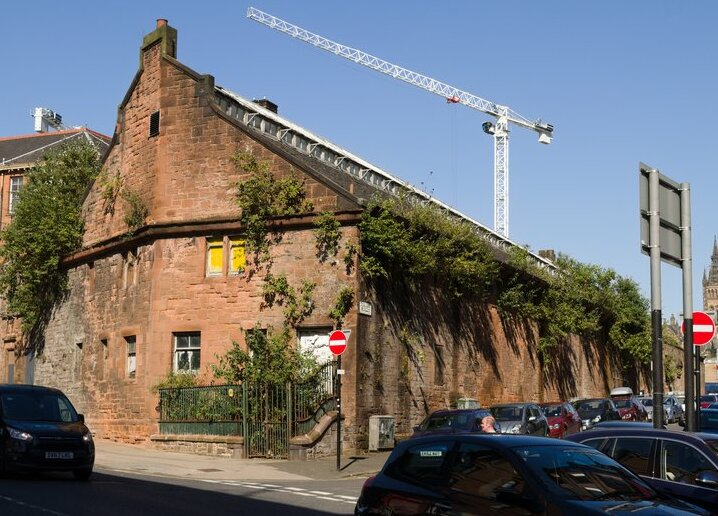
Vista a lo largo de Torness Street desde B808, 2019.

La piscina de la escuela Church Street es un edificio catalogado de categoría C en Glasgow, Escocia. Fue construido en 1904 como parte de la remodelación de la escuela por parte de la autoridad local. La escuela cerró en 1976 pero la piscina permaneció en uso como instalación pública hasta su cierre en 1997. El edificio ha permanecido sin uso desde entonces, aunque la escuela ahora sirve como oficinas para el equipo de atención social y de salud del Ayuntamiento de Glasgow. La estructura se ha deteriorado y figura en el registro de edificios en riesgo de Escocia desde 1999. El consejo planea una remodelación del sitio.

## Historia
El sitio anteriormente albergaba la Academia Partick privada. Las juntas escolares se establecieron en Escocia en virtud de la Ley de Educación (Escocia) de 1872 para brindar educación al público en general. La Academia Partick se mudó a nuevas instalaciones a partir de 1877 y al año siguiente la Junta Escolar de la Parroquia de Govan compró el sitio por £ 3000 (equivalente a £ 309800 en 2021). La escuela tenía 683 alumnos a mediados de la década de 1890 cuando se decidió demoler la estructura y erigir una con mayor capacidad. La nueva escuela fue construida en 1903, con entradas separadas, escaleras y patios de recreo para 1308 niños y niñas.
La piscina, diseñada como la escuela principal por Donald Bruce y Edward AB Hay, fue construida en 1904. La escuela cerró en 1976 pero la piscina permaneció en funcionamiento como instalación pública hasta 1997. Se programó la demolición de todo el antiguo complejo escolar, pero se salvó gracias a una campaña de los residentes locales que condujo a la concesión de protección legal como edificios catalogados para gran parte del complejo. La estructura de la piscina recibió la inclusión en la categoría C de Historic Environment Scotland (HES) en 2002. Un artículo del Glasgow Times de 2022 señaló que «la piscina era una de las características más inusuales de la escuela: no se construyeron muchas y aún menos sobreviven» y HES señaló que era «una supervivencia rara de este tipo». Desde entonces, la escuela se ha convertido en las oficinas del equipo de atención social y de salud del Ayuntamiento de Glasgow, aunque la estructura de la piscina quedó vacía.
La estructura ha estado en el Registro de edificios en riesgo de Escocia desde el 8 de octubre de 1999. Se realizaron visitas de inspectores en 2004, 2007 y 2014. Se han demolido algunos de los edificios que no figuran en la lista del sitio y se ha retirado el techo de la casa de un conserje, adosada a la piscina. El registro señala que la estructura se encuentra en malas condiciones y con alto riesgo de daño. La estructura ha sido ingresada por exploradores urbanos.
En agosto de 2022, los residentes locales expresaron su preocupación de que la estructura podría ser demolida después de notar las cercas y la señalización del Ayuntamiento de Glasgow en el sitio. En octubre, el consejo confirmó que estaban planeando una remodelación del sitio y no podían descartar la demolición. En diciembre de 2022, el Ayuntamiento notificó al Registro de Edificios en Riesgo su intención de retirar la vegetación de la estructura y realizar algunos trabajos de estabilización.

## Descripción
La piscina está ubicada en el lado oeste del límite sur del sitio escolar, una parcela triangular delimitada por Church Street al este, B808 al oeste y Torness Street al sur. La estructura es larga y de planta casi rectangular, con la elevación occidental inclinada para adaptarse a la carretera B808 adyacente. El edificio de la piscina tiene dos plantas de altura e incorpora un gimnasio. La fachada de la estructura se extiende a lo largo de la parte trasera de la acera en Torness Street y en gran parte de la elevación occidental, donde tiene un patio delantero muy pequeño en el suroeste.
La estructura está construida con sillares de arenisca roja toscamente labrados colocados en un patrón estriado, aunque las esquinas están formadas por sillares suavemente labrados. Una hilada pulvinada discurre en la parte superior de los aleros, que se encuentran entre cabeceras de vigas. En la elevación oeste, un curso de cuerdas con cornisa corre al nivel de la parte superior del primer piso. El techo presenta una claraboya elevada a lo largo de toda la línea de cumbrera. La casa del conserje de dos pisos está unida al lado norte de la estructura en la elevación occidental.
Pocas ventanas permanecen intactas y buddleja está creciendo dentro de la estructura. Las paredes están húmedas y cubiertas de musgo y la estructura está parcialmente sostenida por andamios. El interior presenta una decoración de hierro forjado que incluye pasamanos ornamentados en el área de observación del primer piso, azulejos originales y un reloj.